# Slovenské Kľačany
Slovenské Kľačany jsou obec v okrese Veľký Krtíš v Banskobystrickém kraji na Slovensku. Leží v jihovýchodní části Krupinské planiny přibližně 13 km severovýchodně od okresního města. Žije zde 170 obyvatel.
První písemná zmínka o obci pochází z roku 1379.

## Památky
- Vesnická zvonice, lidová zděná stavba na čtvercovém půdorysu. Věž je ukončena jehlanovitou helmicí.